# Victor Massé
Victor Félix Marie Massé (7. marts 1822 — 5. juli 1884) var en fransk komponist.
Massé, der var elev af Paris-konservatoriet, vandt allerede 1844 Prix de Rome for komposition. Vendt tilbage til Paris erhvervede Massé sig megen yndest som romancekomponist og debuterede 1849 som operakomponist med La chambre gothique (Opéra-comique); med denne og de følgende arbejder i samme genre — La chanteuse uoilée, Galathée, Les noces de Jeanette (1863) og La Reine Topaze (1856) — havde Massé alt held, medens de operaer, han derefter lod opføre, kun gjorde ringe eller rent forbigående lykke.
I 1866 blev Massé lærer i komposition ved konservatoriet og i 1872 medlem af Akademiet. I 1876 fremkom, efter en lang pause, operaen Paul et Virginie, og ved sin død efterlod Massé sig La nuit de Cléopatra (opført 1885). Massés musik var oprindelig holdt i den ældre opéra-comique-genre med nogen påvirkning af Auber og med meget henblik på de udførende sangere; uden at være betydelig var den melodiøs, munter og tiltalende. Senere hen søgte han at efterligne Gounod, men som anført med ringere sceneheld.